# Roquecourbe-Minervois

Roquecourbe-Minervois este o comună în departamentul Aude din sudul Franței. În 1 ianuarie 2022 avea o populație de 140 de locuitori.